# The Room (EP)
The Room es el primer EP de la banda de rock alternativo Zoé, lanzado al mercado el 1 de noviembre de 2005 a través de Noiselab Records. Es el primer material que la banda realiza con Noiselab records. 
La canción «Dead» fue promovida como sencillo y con un video musical que realizó Dalai Vado. The Room se convirtió en el primer EP en México en obtener disco de oro, siendo únicamente alcanzado por Donde los ponys pastan de los tapatíos Porter.

## Lista de canciones
| N.º | Título                                 | Duración |  |
| 1.  | «Dead»                                 | 4:46     |  |
| 2.  | «She Comes»                            | 4:50     |  |
| 3.  | «Morning Watts»                        | 5:38     |  |
| 4.  | «Dead (Los Dynamite Remix)»            | 3:44     |  |
| 5.  | «Dead (Lasser Drakar Remix)»           | 5:02     |  |
| 6.  | «Dead (Bengalamix)»                    | 4:54     |  |
| 7.  | «Dead (Sub-Division Lasser Tears)»     | 4:37     |  |
| 8.  | «Dead (Sexy Lucy's Hell Flower Remix)» | 4:59     |  |

## Sencillos
- «Dead»
- «She comes»

## Personal
- León Larregui - voz líder, guitarra acústica.
- Sergio Acosta - guitarra eléctricas, guitarra acústicas
- Jesús Báez - Teclados, Piano, coros.
- Ángel Mosqueda - Bajo, guitarra acústica.

Invitados
- Jay de la Cueva - Batería y otras percusiones en She Comes y Morning Watts.
- Rodrigo Guardiola - Batería en Dead.